# Beto (ur. 1973)
Valberto Amorim dos Santos (ur. 16 marca 1973) – brazylijski piłkarz występujący na pozycji pomocnika.

## Kariera piłkarska
Od 1996 do 2008 roku występował w Portuguesa, Internacional Limeira, Londrina, Anápolis, União Barbarense, Gama, Rio Branco, CF Os Belenenses, Albirex Niigata i Paraná Clube.